# Боусон (Торино)
Боусон је насеље у Италији у округу Торино, региону Пијемонт.
Према процени из 2011. у насељу је живело 86 становника. Насеље се налази на надморској висини од 1434 м.